# Conrado I do Luxemburgo
Conrado I de Luxemburgo (c. 1040 - 8 de agosto de 1086) foi conde do Luxemburgo de 1059 a 1086 sucedendo a seu pai Giselberto do Luxemburgo (c. 1007 - 14 de agosto de 1059).

## Biografia
Conrado I envolveu-se numa discussão com o Arcebispado de Tréveris relacionada com a Abadia de São Maximino, em Tréveris, de que era protetor. O arcebispo acabou por promover a sua excomunhão facto que levou Conrado I a ter de partir em peregrinação para Jerusalém. Acabou por morreu em Itália durante a viagem de regresso.
Entre as várias abadias que fundou encontra-se a Abadia de Notre-Dame d'Orval que fundou em 1070 com a participação de Arnoul I de Chiny, conde Chiny e um convento beneditino na cidade de Munster em 1083.

## Relações familiares
Foi filho de Giselberto do Luxemburgo (c. 1007 - 14 de agosto de 1059).
Casou em 1075 com Clemência da Aquitânia (c. 1040 - 4 de janeiro de 1142), filha de Guilherme VII de Poitiers, Duque da Aquitânia e de Ermesinda de Longwy, de quem teve:
1. Henrique III do Luxemburgo (? - 1086), Conde de Luxemburgo,
2. Conrado do Luxemburgo, citado em 1080,
3. Matilde do Luxemburgo (1070 -?), casada com Godfrey de Bleisgau (1075 -?), Conde de Bleisgau,
4. Rodolphe do Luxemburgo (? - 1099), abade de Saint-Vannes em Verdun,
5. Ermesinda do Luxemburgo (1075 - 1143), casada por duas vezes, a primeira em 1096 com Alberto II Eguisheim  (? - 1098), Conde de Eguisheim e Dagsburgo, e a segunda em 1101 com Godofredo I de Namur (1068 - 19 de outubro de 1139), Conde de Namur,
6. Guilherme I do Luxemburgo (1081 - 1131), Conde de Luxemburgo,casado com Luitgarda de Northeim.